# Pseudostixis laevicollis
Pseudostixis laevicollis är en skalbaggsart som beskrevs av Stefan von Breuning 1966. Pseudostixis laevicollis ingår i släktet Pseudostixis och familjen långhorningar. Inga underarter finns listade i Catalogue of Life.